# North Goggles Geyser
North Goggles Geyser is een conusgeiser in het Upper Geyser Basin van Yellowstone National Park.

## Uitbarstingstypen
North Goggles Geyser heeft drie soorten uitbarstingen, namelijk kleine, gemiddelde en grote.

### Klein
Kleine uitbarstingen, zogenaamde minors, zijn kort (ongeveer 1 minuut) en bereiken zelden 3 meter. Dit uitbarstingstype wordt het vaakst gezien. Een kleine uitbarsting komt vaak voor nadat de nabijgelegen Lion Geyser de laatste uitbarsting van een serie heeft gehad.

### Gemiddeld
De gemiddelde uitbarstingen, zogenaamd intermediate, hebben een duur van ongeveer 1 tot 3 minuten en kunnen ongeveer 15 meter hoog zijn. Naast het feit dat ze een minder lange duur hebben, ontbreekt ook de stoomfase die bij grote uitbarstingen wel voorkomt. Dit type uitbarsting werd alleen in 1994 gezien.

### Groot
De grote uitbarstingen, zogenaamde majors, hebben een duur van 3 tot 4 minuten en kunnen 15 meter bereiken. Na de uitbarsting volgt een korte stoomfase. Dit uitbarstingstype verschijnt meestal tijdens een serie van Lion Geyser en niet wanneer de serie is afgelopen.
Tijdens de uitbarsting pulseert de waterstraal. Wanneer de uitbarsting net begonnen is, valt het pulseren niet op, aan het einde wel.

## Verbindingen met andere geisers
North Goggles Geyser heeft verbindingen met Lion Geyser en Goggles Spring. Goggles Spring is een hete bron dicht bij North Goggles Geyser.
Wanneer North Goggles Geyser actief is, kan het voorkomen dat na de laatste uitbarsting van een serie van Lion Geyser er een kleine uitbarsting van North Goggles Geyser is. Daarnaast kan het ook voorkomen dat een grote uitbarsting van North Goggles Geyser is tijdens een serie van Lion Geyser.
Naast de verbinding met Lion Geyser, staat North Goggles Geyser ook in verbinding Goggles Spring. Ongeveer iedere 10 minuten stijgt het water in Goggles Spring en North Goggles Geyser, blijft dan hoog staan voor ongeveer een halve minuut en zakt dan weg.

## Geschiedenis
Uitbarstingen van North Goggles Geyser waren zeldzaam tot de Hebgen Lake-aardbeving in 1959. Na de aardbeving zijn er meer uitbarstingen van North Goggles Geyser geweest. De meest recente actieve periode was 2012.